# Soneto 41
| «» Soneto 41 |
| --- |
| Those pretty wrongs that liberty commits, When I am sometime absent from thy heart, Thy beauty, and thy years full well befits, For still temptation follows where thou art. Gentle thou art, and therefore to be won, Beauteous thou art, therefore to be assail'd; And when a woman woos, what woman's son Will sourly leave her till he have prevail'd? Ay me! but yet thou might'st my seat forbear, And chide thy beauty and thy straying youth, Who lead thee in their riot even there Where thou art forced to break a twofold truth:-- Hers by thy beauty tempting her to thee, Thine by thy beauty being false to me. |
| –William Shakespeare |

Soneto 41 foi escrito por William Shakespeare e faz parte dos seus 154 sonetos. 

## Traduções
Na tradução de Thereza Christina Rocque da Motta,
Os benditos erros que a liberdade comete
Quando por vezes me ausento de teu coração,
Tua beleza e idade bem te assentam,
Pois ainda a tentação te segue por toda parte.
Tu és gentil e, portanto, deves ser conquistado;
Tu és belo, portanto, deves ser assediado.
E quando uma mulher seduz, que ﬁlho,
Amargurado, irá deixá-la, até que tenha vencido?
Ai de mim, porém, ainda poderás me suportar,
E repelir tua beleza e evanescente juventude,
Que te conduziu ao seu desespero mesmo ali,
Onde foste forçado a quebrar uma dupla verdade:
A dela, por tua beleza, atraindo-a para ti,
A tua, por ser tua beleza falsa para mim.